# Triade Capitolina

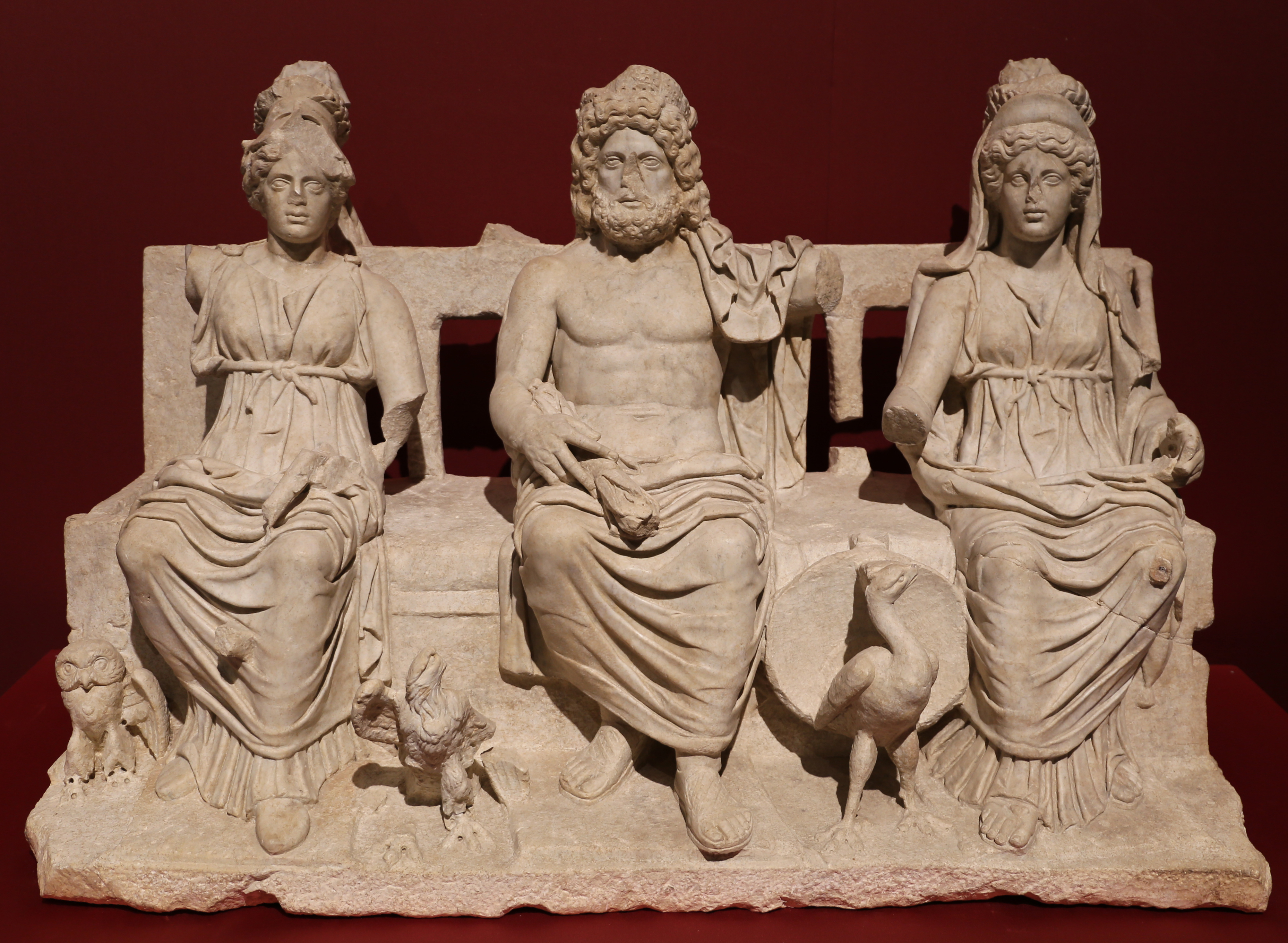
La Triade Capitolina dell'Inviolata. Scultura, Guidonia Montecelio, Museo Archeologico Rodolfo Lanciani

La Triade Capitolina è una triade costituita da Giove, Giunone e Minerva. Questa definizione non è antica come si potrebbe pensare, ma è un termine creato dalla storiografia del XIX secolo.

## Storia
La precisa volontà politica di definire un gruppo di divinità superiori, per identificare la grandezza di Roma anche da un punto di vista religioso, è stata la causa della nascita e diffusione del culto della Triade, tanto da far costruire templi dedicati alle tre divinità anche in molte colonie.
Il culto deriva certamente da quello di Giove Capitolino con gli epiteti di Optimus e Maximus per differenziarlo da qualsiasi altro Giove definito in modi diversi e venerato dalle comunità latine confinanti. Successivamente vengono aggiunte al culto anche Giunone Regina e Minerva, protettrice delle arti, con l'epiteto di Augusta datole nel II secolo d.C.
Il tempio dedicato alla Triade, edificato sul Campidoglio, è fornito di tre celle parallele nelle quali sono poste le statue delle tre divinità: Giove al centro, seduto in trono e con i fulmini nella mano, Minerva alla sua destra e Giunone a sinistra. L'importanza del tempio è anche testimoniata dalle cronache risalenti all'invasione di Roma da parte dei Galli nel 390 a.C. Sembra infatti che in quell'occasione i nemici abbiano risparmiato il Campidoglio e il tempio, a riprova della potenza di Giove Capitolino. Inoltre il Senato, sconfitti i Galli, istituisce i ludi Capitolini.

## Triade Capitolina dell'Inviolata
L'unica Triade Capitolina completa è stata ritrovata a Guidonia nel 1992 nel Parco dell'Inviolata, ed è conservata nel Museo Archeologico “Rodolfo Lanciani”, in viale XXV Aprile, piazza Jean Coste (ex convento S. Michele) a Guidonia Montecelio. 
Il gruppo scultoreo, in marmo lunense, rappresenta Giove, Giunone e Minerva seduti su un unico trono. Giove, al centro, con lo scettro nella sinistra ed un fascio di fulmini nella mano destra; alla sua sinistra Giunone diademata e velata con scettro nella sinistra e patera nella destra; alla sua destra Minerva con elmo corinzio, il braccio destro, mancante, doveva essere sollevato per sostenere la lancia. Tre piccole Vittorie alate incoronano le divinità, Giove con una corona di quercia, Giunone di petali di rosa, Minerva di alloro. Ai loro piedi gli animali tradizionalmente sacri: l'aquila, il pavone e la civetta. L'opera dovrebbe appartenere al periodo antoniniano.